# Assuwa
La lega Assuwa fu una confederazione di stati dell'Anatolia occidentale, sconfitta dagli Ittiti all'inizio del regno di Tudhaliya I/II, attorno al 1400 a.C. La lega si formò per opporsi all'impero ittita. La lista dei suoi membri comprendeva 22 nomi, tra cui [...]uqqa, Warsiya, Taruisa, Wilusiya e Karkija.

## Storia
Alcune delle identificazioni di questi nomi sono in discussione. Wilusiya viene solitamente identificata con Ilio, Taruisa con la vicina Troade, e  Warsiya potrebbe essere associata a Lukka (Licia). L'identificazione di [..]uqqa con la successiva Lukka (Licia) dà qualche problema, dato che porrebbe la lega Assuwa sia a nord che a sud di Arzawa in Anatolia sud-occidentale. Assuwa sembra essere posta a nord di Arzawa, e copriva l'angolo nord-occidentale dell'Anatolia. Omero nell'Iliade sembra fare riferimento a due Licia (in 2.876-77, 5.479; Sarpedonte è un capo della "distante Licia" mentre in 2.824ff. 5.105 Pandaro è un altro capo dei Lici che abitano vicino al Monte Ida nei pressi di Troia), sicché l'unione Lukka - [...]uqqa potrebbe essere spiegata in questo modo.  La lega Assuwa includeva anche Karkija (Caria), in Anatolia sud-occidentale, a sud della proposta Lukka (Licia). Essendo Assuwa una lega confederata, potrebbe facilmente aver incluso varie potenze minori anti-Ittiti, sparse in tutta la regione.
Questa confederazione viene citata solo nelle frammentarie tavolette che formano il CTH 142/85 di Laroche. Dato che il successivo Tudhaliya IV era noto per avere problemi di frontiera tra il 1250 ed il 1200 a.C., e dato che i testi elencano le nazioni ribelli secondo il metodo usato da Ramesse II, il primo studio datò questi testi, e quindi Assuwa, al tempo di Tudhaliya IV. Questa datazione appare in tutta l'antica letteratura sulla caduta degli Hatti, e ritorna in voga ogni tanto. In seguito, però, si è iniziato a datare Assuwa ai primi Tudhaliya, il che significa prima di Šuppiluliuma I e quindi prima del 1350 a.C.
È stato ipotizzato che Assuwa sia all'origine del nome del continente asiatico.